# Tighremt

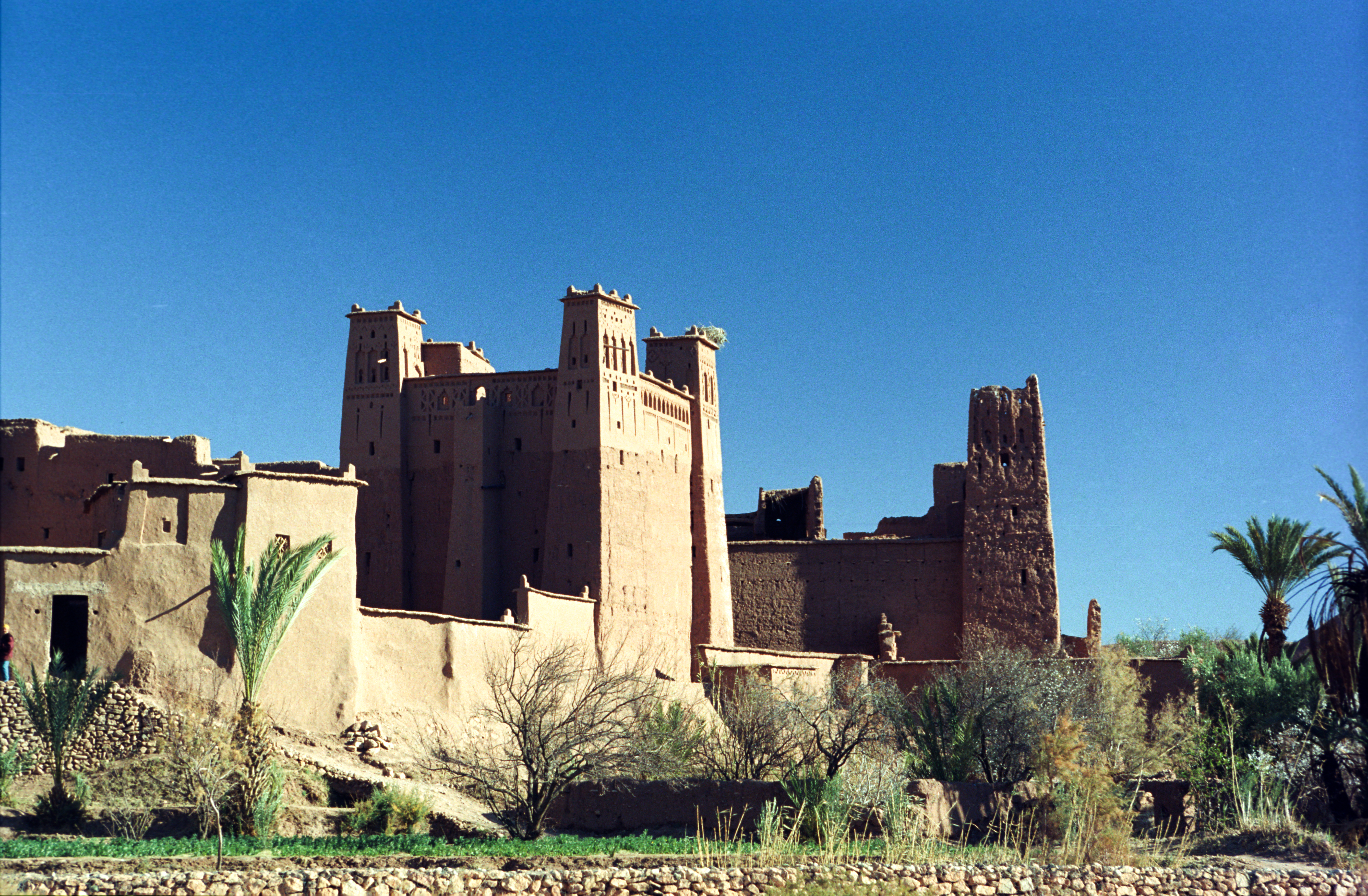
Tighremts in Aït Benhaddou

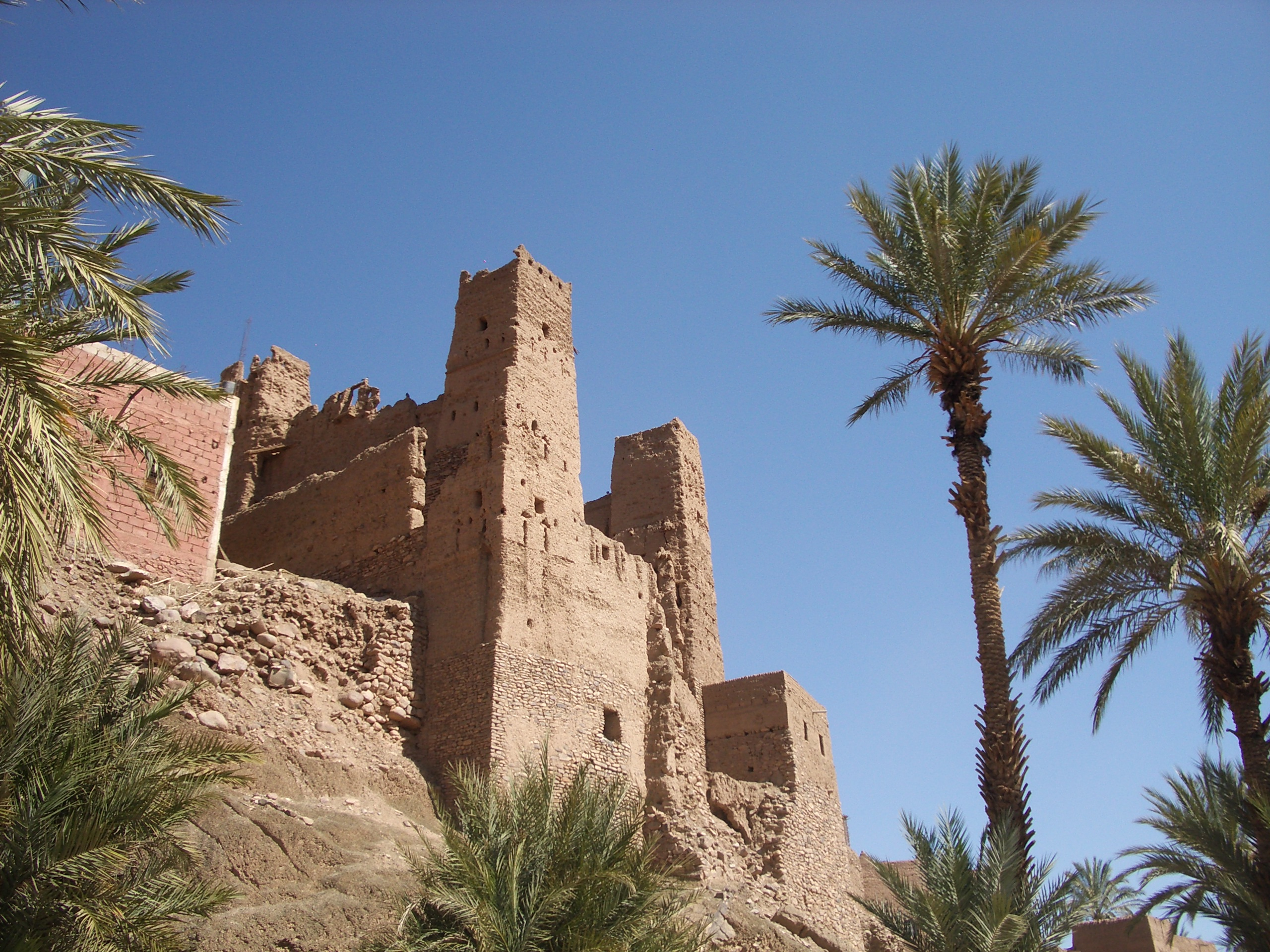
Tighremt im Draa-Tal

Ein Tighremt (Zentralatlas-Tamazight ⵜⵉⵖⵔⵎⵜ Tiɣremt) ist eine meist dreigeschossige, aus Stampflehm errichtete und mit Ecktürmen versehene Wohnburg der Berber im Süden Marokkos.

## Wortbedeutung
Das Wort tighremt (pl.: tiguermin oder tiguermatin) entstammt dem Zentralatlas-Tamazight, einer Berbersprache, die im östlichen Antiatlas und in weiten Teilen des Hohen Atlas gesprochen wird; es ist eine weibliche Diminutivform des Wortes igherm (pl.: igherman) und bezeichnet jedes größere aus Stampflehm errichtete Gebäude. Nicht selten wird ein Tighremt auch mit dem aus dem Arabischen abgeleiteten Wort kasbah bezeichnet, doch sollte man beide Begriffe besser auseinanderhalten: Eine Kasbah ist in der Regel ein festungsartiges Konglomerat von Bauten; außerdem stehen bei einer Kasbah militärisch-hoheitliche Aspekte gegenüber den hauswirtschaftlichen Funktionen eindeutig im Vordergrund.

## Funktion
Das Leben der Berber in den ehemals abgelegenen Bergregionen Südmarokkos war über Jahrhunderte geprägt von den Prinzipien der Selbstversorgung und Selbstverantwortung. Jede (Groß-)Familie stellte die lebensnotwendigen Nahrungsmittel sowie Gerätschaften und Werkzeuge selbst her und war gezwungen, ihren Besitz gegen Fremde zu verteidigen. Ein Tighremt bot alle notwendigen architektonischen Voraussetzungen für das Überleben in einer schwierigen Umwelt. Fensterglas und Metalle (z. B. für Nägel) waren in den abgelegenen Oasen und Bergregionen unbekannt. Die Lehmbauweise bot außerdem eine ausreichende Isolierung gegen die Hitze des Tages und die Kälte der Nacht.
In einigen Regionen Südmarokkos – nicht jedoch in den dauerhaft fruchtbaren Oasentälern – bestand die Notwendigkeit zu sommerlichen Wanderungen mit dem Vieh in höher gelegene Bergregionen (Transhumanz). Während dieser Zeit lebten oft nur die Alten und Kranken in den Tighremts und der Familienbesitz wurde bis zur Rückkehr im Spätherbst in den Agadiren (Speicherburgen) deponiert.

## Architektur

### Baumaterialien

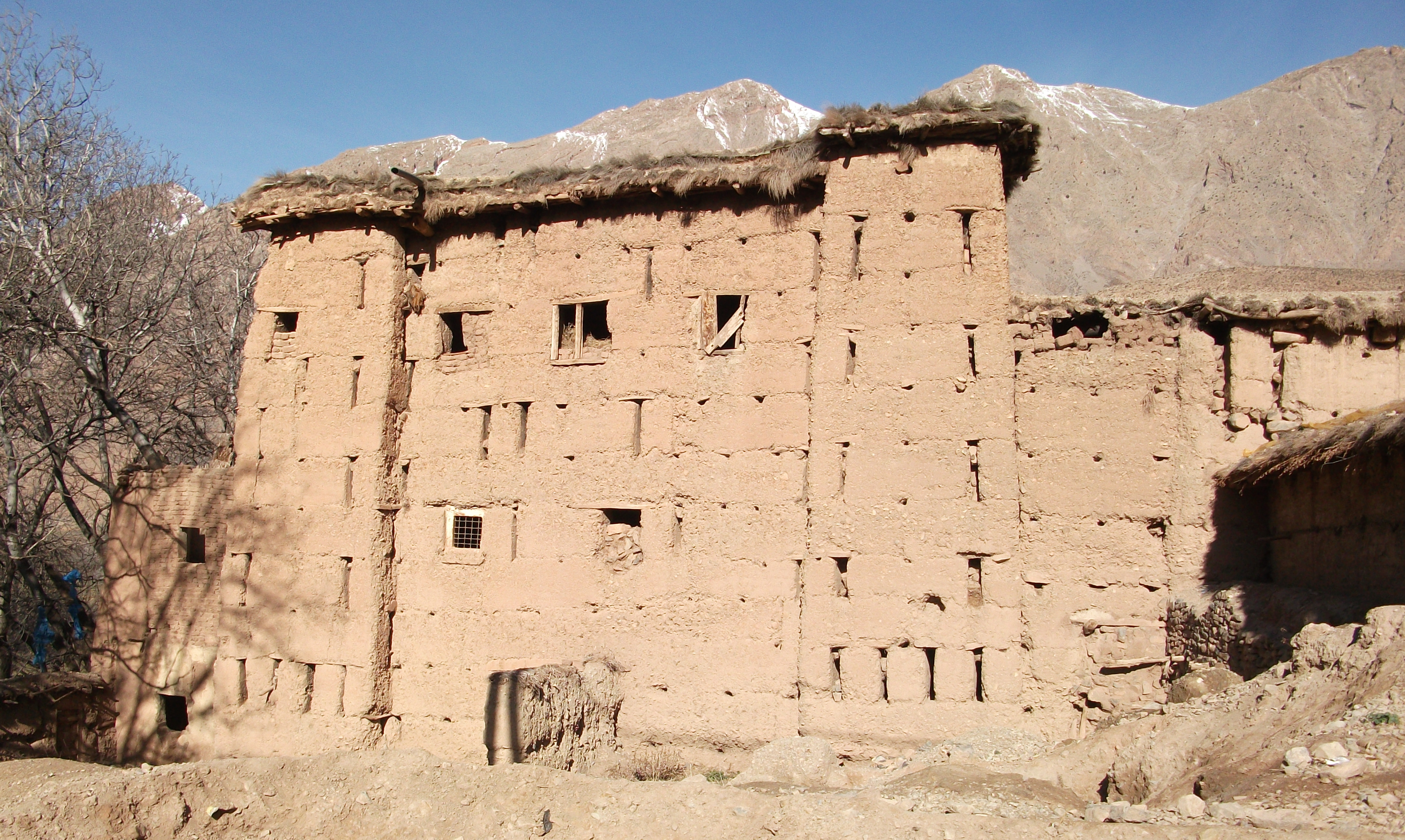
Tighremtruine in Timit – Hoher Atlas. Die Ecktürme der Tighremts im Hohen Atlas sind meist nur unwesentlich höher als der Kernbau und haben keinerlei Dekorschmuck. Die Fenster verweisen auf eine Bauzeit deutlich nach 1900.

Ein Tighremt wurde nur aus den vor Ort vorkommenden Materialien (Lehm vermischt mit kleinen Steinen; Palmstämme und -blätter; Äste von Argan-, Oliven-, Mandel- oder Granatapfelbäumen; Schilf) errichtet. Hölzerne oder gar verglaste Fenster und Türen waren bis ins frühe 20. Jahrhundert hinein weitestgehend unbekannt; lediglich die Eingangstür zum Hof wurde aus grob behauenen Brettern gefertigt.

### Äußeres
Vor allem durch die meist zinnenbekrönten Ecktürme, die fehlenden Fenster und die schießschartenähnlichen Lüftungsöffnungen erhält ein Tighremt sein wehrhaftes, fast burgähnliches Äußeres. Im Gegensatz zum Baukörper ist der obere Bereich der Ecktürme in weiten Teilen Südmarokkos oft mit – über Jahrhunderte tradierten – geometrischen Formen (Rauten, Dreiecke, Gitter etc.) dekoriert, wobei davon auszugehen ist, dass derartige Motive ursprünglich eine apotropäische (Unheil abwehrende) Bedeutung hatten: so können die Rauten als abstrahierte Augen und somit als Zeichen von Wachsamkeit gedeutet werden. Treppenmuster dagegen sind eher jüngeren Datums und als – in die geometrische Formensprache der Berber übertragene – Entlehnungen aus der arabischen Kunst Nordmarokkos anzusehen; ein symbolischer Gehalt ist nicht anzunehmen.

### Hof
Die meisten Tighremts hatten einen mehr oder weniger großen Hofbereich, in dem allabendlich das Vieh (Schafe, Ziegen, Hühner) eingesperrt wurde. Auch heute noch ist in den wenigen noch bewohnten Tighremts der aus Lehm gebaute – und mit Stroh, trockenem Reisig und kleinen Ästen befeuerte – Backofen für das Backen des täglichen Brotes zu sehen.

### Inneres
Das Innere eines Tighremts ist wohldurchdacht: Im Erdgeschoss befinden sich Stallungen für das Vieh; auch Viehfutter, Stroh und landwirtschaftliche Geräte wurden hier gelagert. Außerdem befand sich hier oft die rußgeschwärzte Küche. Bei älteren Bauten führt eine schräge Rampe, bei jüngeren Bauten eine Treppe aus Ästen, Schilf und Erde, die – je nach Region – auf Arganästen oder Palmstämmen aufruht, hinauf ins Obergeschoss, in dem sich der auch als Schlafraum genutzte gemeinschaftliche Wohnraum befand. Das Dachgeschoss bildete den eigentlichen Lebensmittelpunkt des Hauses: Die durch eine Umfassungsmauer vor Wind und neugierigen Blicken geschützte Terrasse wurde von den Frauen für häusliche Arbeiten (Essensvorbereitung, Webarbeiten, Trocknen der Wäsche) genutzt; daneben gab es hier manchmal weitere Wohn- und Schlafräume. Bei den Tighremts im deutlich kälteren Hohen Atlas fehlt in der Regel eine nutzbare Dachterrasse – die Raumdecke des Erd- oder Mittelgeschosses ist gleichzeitig das Dach.

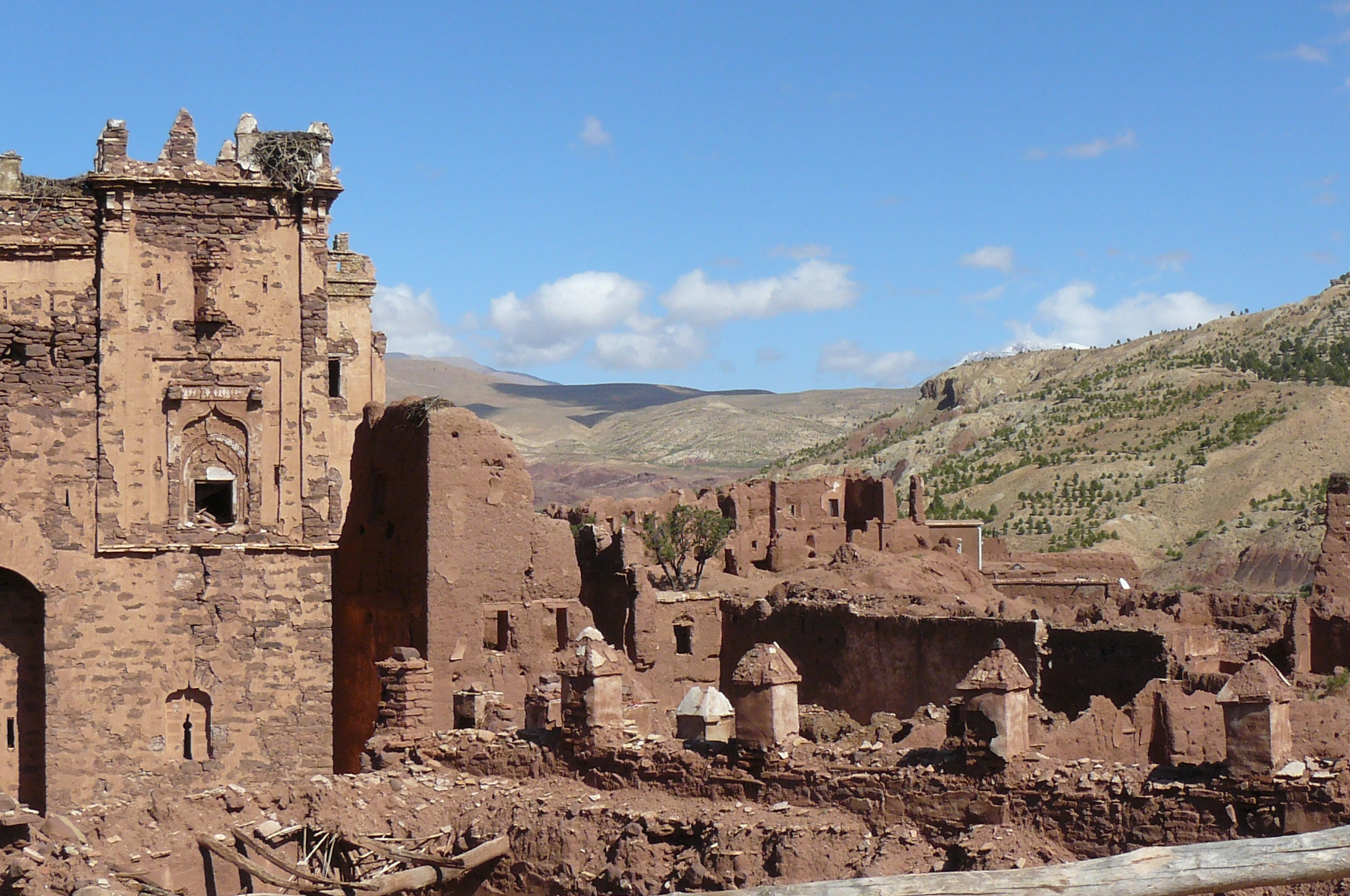
Zerfallende Glaoui-Kasbah und Tighremtruinen in Telouet, Hoher Atlas

## Heutiger Zustand
Heutzutage kann und will kaum jemand in den staubigen, engen, nahezu lichtlosen und ständig pflegebedürftigen Tighremts wohnen. Die meisten Berberfamilien sind stattdessen in die überall anzutreffenden, verputzten und meist in Rottönen gestrichenen Neubauten mit Wänden aus Hohlblocksteinen sowie Decken und Treppen aus Beton umgezogen. So sind die allermeisten Tighremts bereits verschwunden oder in argem Verfall begriffen; einige wenige sind allerdings zu „Museen“ (maisons traditionelles oder maisons berbères) oder mit viel Aufwand zu kleinen Touristenhotels umgebaut worden. Die besterhaltenen – teilweise auch noch bewohnten – Tighremts befinden sich in der Umgebung von Tafraoute (Oumesnat), in Ait Benhaddou, in N’Kob, im Dades-Tal sowie in den Oasentälern des Oued Draa und Oued Ziz.